# Bob-Europameisterschaft 2000
Die Bob-Europameisterschaft 2000 wurde am 15. und 16. Januar 2000 im italienischen Cortina d’Ampezzo auf der dortigen Pista olimpica Eugenio Monti für den Zweier- und Viererbob der Männer ausgetragen. Diese EM wurde im Rahmen des fünften von sieben Weltcup-Saisonrennens der Männer ausgetragen.

## Zweierbob Männer
Auf der anspruchsvollen Bahn war nach dem ersten Lauf ein Heimsieg des amtierenden Olympiasiegers Günther Huber im Bereich des Möglichen. Allerdings war der noch nicht lange im Seniorenbereich fahrende André Lange ihm dicht auf den Fersen. Der Thüringer lag nur zwei Hundertstel hinter dem italienischen Bob. Und auch der mehrfache Titelträger Christoph Langen hatte mit nur einer zehntel Rückstand auf Huber noch intakte Titelchancen. Medaillenchancen hatten auch noch der Viererbob-Weltmeister von 1999 Bruno Mingeon aus Frankreich, Marcel Rohner aus der Schweiz und der Lette Sandis Prūsis. Titelverteidiger Reto Götschi hingegen lag mit der nur zehntbesten Zeit schon aussichtslos zurück. Im zweiten lauf erzielte Andre Lange die Bestzeit, während Günther Huber mit der drittbesten Laufzeit 16 Hundertstel auf den Thüringer verlor. Dadurch rutschte er noch vom Spitzenplatz auf den Silberrang. Christoph Langen konnte mit der zweitbesten Laufzeit seine Bronzemedaille sichern. Für Andre Lange war es der erste große Titel im Seniorenbereich. Wenige Wochen später ließ er in Altenberg seinen ersten Weltmeistertitel, allerdings im Viererbob, folgen.
| Rang | Bob                                                 | Lauf 1  | Lauf 1 | Lauf 2  | Lauf 2 | Gesamt      |
| Rang | Bob                                                 | Zeit    | Rang   | Zeit    | Rang   | Zeit        |
| ---- | --------------------------------------------------- | ------- | ------ | ------- | ------ | ----------- |
| 1    | Deutschland Andre Lange René Hoppe                  | 52,98 s | 2      | 53,54 s | 1      | 1:46,52 min |
| 2    | Italien Günther Huber Ubaldo Ranzi                  | 52,96 s | 1      | 53,70 s | 3      | 1:46,66 min |
| 3    | Deutschland Christoph Langen Markus Zimmermann      | 53,06 s | 3      | 53,67 s | 2      | 1:46,73 min |
| 4    | Schweiz Marcel Rohner Beat Hefti                    | 53,22 s | 5      | 53,70 s | 3      | 1:46,92 min |
| 5    | Frankreich Bruno Mingeon Emmanuel Hostache          | 53,12 s | 4      | 53,96 s | 9      | 1:47,08 min |
| 6    | Deutschland Rene Spies Franz Sagmeister             | 53,39 s | 7      | 53,78 s | 6      | 1:47,17 min |
| 7    | Italien Fabrizio Tosini Samuele Romanini            | 53,40 s | 8      | 53,79 s | 7      | 1:47,19 min |
| 8    | Lettland Sandis Prūsis Jānis Ozols                  | 53,26 s | 6      | 54,08 s | 12     | 1:47,34 min |
| 9    | Schweiz Christian Reich Urs Aeberhard               | 53,59 s | 12     | 53,76 s | 5      | 1:47,35 min |
| 10   | Russland Jewgeni Popow Pjotr Makartschuk            | 53,57 s | 11     | 53,80 s | 8      | 1:47,37 min |
| 11   | Tschechien Pavel Puškár Jan Kobián                  | 53,44 s | 9      | 54,02 s | 11     | 1:47,46 min |
| 12   | Schweiz Reto Götschi Stefan Keller                  | 53,56 s | 10     | 54,01 s | 10     | 1:47,57 min |
| 13   | Großbritannien Sean Olsson Eric Sekwalor            | 53,69 s | 13     | 54,25 s | 13     | 1:47,94 min |
| 14   | Monaco Patrice Servelle Sébastien Gattuso           | 54,00 s | 14     | 54,47 s | 15     | 1:48,47 min |
| 15   | Österreich Wolfgang Stampfer Klaus Seelos           | 54,32 s | 19     | 54,28 s | 14     | 1:48,60 min |
| 16   | Italien Arnold Huber Cristian La Grassa             | 54,23 s | 16     | 54,56 s | 18     | 1:48,79 min |
| 17   | Frankreich Bruno Thomas Philippe Paviot             | 54,04 s | 15     | 54,77 s | 23     | 1:48,81 min |
| 18   | Niederlande Arend Glas Wietse Baas                  | 54,27 s | 17     | 54,54 s | 17     | 1:48,81 min |
| 19   | Lettland Gatis Guts Māris Rozentāls                 | 54,43 s | 21     | 54,48 s | 16     | 1:48,91 min |
| 20   | Polen Norbert Foltin Krzysztof Sieńko               | 54,29 s | 18     | 54,65 s | 20     | 1:48,94 min |
| 21   | Russland Alexander Subkow Konstantin Diomin         | 54,44 s | 22     | 54,66 s | 21     | 1:49,10 min |
| 22   | Norwegen Arnfinn Kristiansen Are Knutzen            | 54,51 s | 23     | 54,60 s | 19     | 1:49,11 min |
| 23   | Großbritannien Neil Scarisbrick Wilson St. Hillaire | 54,64 s | 25     | 54,72 s | 22     | 1:49,36 min |
| 24   | Tschechien Ivo Danilevič Roman Gomola               | 54,32 s | 19     | 55,11 s | 25     | 1:49,43 min |
| 25   | Rumänien Florian Enache Daniel Pacioianu            | 54,53 s | 24     | 55,03 s | 24     | 1:49,56 min |
| 26   | Niederlande Joan Niemeijer Johan Klungel            | 55,00 s | 27     | 55,25 s | 26     | 1:50,25 min |
| 27   | Polen Piotr Orsłowski Grzegorz Gryczka              | 54,92 s | 26     | 55,59 s | 27     | 1:50,51 min |
| 28   | Rumänien Mihail Iliescu Marian Chițescu             | 55,24 s | 28     | 55,67 s | 28     | 1:50,91 min |

## Viererbob Männer
Auch in der Viererbob-Entscheidung gab es nach Andre Lange im Zweierbob mit Bruno Mingeon und seinem Team aus Frankreich einen neuen Titelträger. Nach seinem WM-Sieg im vergangenen Jahr bestätigte der Franzose auch in der aktuellen Saison seine Zugehörigkeit zur Weltspitze. Bereits im ersten Lauf fuhr er Bestzeit und verwies Titelverteidiger Christoph Langen auf Rang zwei. Andre Lange zeigte mit der drittbesten Laufzeit, das auch im großen Bob mit ihm zu rechnen war. Im zweiten Lauf brachten sich dann vor allem die deutschen Bobs um ihre Titel- und Medaillenchancen. Während Mingeon wieder Laufbestzeit fuhr, gelang Christoph Langen nur die fünftbeste, Andre Lange sogar nur die siebtbeste Laufzeit. So wurde Langen noch vom Letten Sandis Prusis abgefangen, der Silber gewann und Langen auf den Bronzerang verweise. Andre Lange fiel auf Rang fünf zurück. Auch Sicht der Schweizer Presse war das Abschneiden der Schweizer Bobs ein Debakel. Erstmals seit 1970 gewann kein eidgenössischer Bob eine EM-Medaille.
| Rang | Bob                                                                                | Lauf 1  | Lauf 1 | Lauf 2  | Lauf 2 | Gesamt      |
| Rang | Bob                                                                                | Zeit    | Rang   | Zeit    | Rang   | Zeit        |
| ---- | ---------------------------------------------------------------------------------- | ------- | ------ | ------- | ------ | ----------- |
| 1    | Frankreich Bruno Mingeon Emmanuel Hostache Christophe Fouquet Max Robert           | 51,96 s | 1      | 52,42 s | 1      | 1:44,38 min |
| 2    | Lettland Sandis Prūsis Mārcis Rullis Matīss Zacmanis Jānis Ozols                   | 52,18 s | 4      | 52,49 s | 2      | 1:44,67 min |
| 3    | Deutschland Christoph Langen Sven Rühr Thomas Platzer Jörg Treffer                 | 52,06 s | 2      | 52,69 s | 5      | 1:44,75 min |
| 4    | Schweiz Marcel Rohner Markus Nüssli Beat Hefti Silvio Schaufelberger               | 52,26 s | 5      | 52,55 s | 3      | 1:44,81 min |
| 5    | Deutschland Andre Lange Lars Behrendt René Hoppe Dirk van der Sant                 | 52,17 s | 3      | 52,78 s | 7      | 1:44,95 min |
| 6    | Italien Günther Huber Cristian La Grassa Ubaldo Ranzi Enrico Costa                 | 52,39 s | 7      | 52,58 s | 4      | 1:44,97 min |
| 7    | Deutschland Harald Czudaj Udo Lehmann Alexander Szelig Carsten Embach              | 52,52 s | 8      | 52,75 s | 6      | 1:45,27 min |
| 8    | Italien Fabrizio Tosini Samuele Romanini Mirco Ruggiero Marco Menchini             | 52,35 s | 6      | 53,08 s | 13     | 1:45,43 min |
| 9    | Schweiz Martin Annen Jakob Frei Jürg Schaufelberger Daniel Schmid                  | 52,58 s | 9      | 53,00 s | 12     | 1:45,58 min |
| 10   | Russland Jewgeni Popow Pjotr Makartschuk Konstantin Diomin Alexei Andrjunin        | 52,68 s | 10     | 52,94 s | 10     | 1:45,62 min |
| 11   | Schweiz Christian Reich Bruno Aeberhard Urs Aeberhard Domenic Keller               | 52,69 s | 11     | 52,94 s | 10     | 1:45,63 min |
| 12   | Österreich Wolfgang Stampfer Erwin Arnold Klaus Seelos Jürgen Mayer                | 52,75 s | 12     | 52,92 s | 9      | 1:45,67 min |
| 13   | Polen Norbert Foltin Dawid Kupczyk Krzysztof Sieńko Tomasz Gatka                   | 52,89 s | 14     | 52,85 s | 8      | 1:45,74 min |
| 14   | Tschechien Pavel Puškár Milan Studnicka Roman Gomola Jan Kobián                    | 52,93 s | 15     | 53,22 s | 14     | 1:46,15 min |
| 15   | Italien Arnold Huber Michael Pasquazzo Marcantonio Stiffi Stefano Belloto          | 52,86 s | 13     | 53,42 s | 16     | 1:46,28 min |
| 16   | Russland Alexander Subkow Igor Bolberkin Oleg Petrow Alexei Seliwerstow            | 53,19 s | 17     | 53,29 s | 15     | 1:46,48 min |
| 17   | Großbritannien Sean Olsson Andy Lewis Phil Goedluck Paul Attwood                   | 53,15 s | 16     | 53,77 s | 22     | 1:46,92 min |
| 18   | Monaco Patrice Servelle Shane Hemingway Sébastien Gatusso Loic Rubio               | 53,23 s | 18     | 53,71 s | 19     | 1:46,94 min |
| 19   | Tschechien Ivo Danilevič Milos Vesely Petr Horn Jindrich Silt                      | 53,38 s | 19     | 53,62 s | 18     | 1:47,00 min |
| 20   | Lettland Gatis Guts Māris Rozentāls Jānis Elsiņš Inesis Zaporozecs                 | 53,50 s | 20     | 53,57 s | 17     | 1:47,07 min |
| 21   | Frankreich Bruno Thomas Jose Morisseau Michel André Thibault Giroud                | 53,50 s | 20     | 53,76 s | 20     | 1:47,26 min |
| 22   | Großbritannien Neil Scarisbrick Christopher Gray Wilson St. Hillaire Eric Sekwalor | 53,88 s | 22     | 53,76 s | 20     | 1:47,64 min |
| 23   | Rumänien Florian Enache Marian Chitescu Iulian Păcioianu Mihail Dumitrascu         | 54,02 s | 23     | 54,33 s | 23     | 1:48,35 min |

## Medaillenspiegel
| Platz | Nation      | Gold | Silber | Bronze |
| ----- | ----------- | ---- | ------ | ------ |
| 1     | Deutschland | 1    | —      | 2      |
| 2     | Frankreich  | 1    | —      | —      |
| 3     | Lettland    | —    | 1      | —      |
| 3     | Italien     | —    | 1      | —      |